# Marcel Planellas i Aran
Marcel Planellas Arán (Mollet del Vallès, 19 de març de 1955) és un economista i professor universitari català, diputat al Parlament de Catalunya entre 1980 i 1984 
Doctor en ciències econòmiques i empresarials per la Universitat Autònoma de Barcelona i llicenciat en història moderna per la Universitat de Barcelona, així com diplomat en administració i direcció d'empreses per ESADE, fou fundador del Centre d'Estudis i Documentació Joventut i Societat, membre del consell de redacció de Papers de Joventut, així com coautor del llibre La joventut a la Catalunya dels 80. També és membre de l'Strategic Management Society, de l'Academy of Management i de la Iberoamerican Academy of Management.
Militant de Bandera Roja, passà posteriorment al PSUC i es presentà a les eleccions al Parlament de Catalunya de 1980 per la circumscripció de Barcelona, on sortí elegit diputat. En la sessió de constitució del Parlament de Catalunya de la primera legislatura formà part de la Mesa d'Edat, ja que circumstancialment era uns dels diputats més joves. Entre d'altres. fou Secretari Quart del Parlament de Catalunya (1983-84), membre de la Comissió de Reglament, de Política Cultural i de Justícia, Dret i Seguretat Ciutadana. No es presentà a la reelecció i treballà com assessor tècnic a la Cambra Oficial de Comerç, Indústria i Navegació de Barcelona entre 1985 i 1986. En aquest any s'incorporà a ESADE, on ha estat president del claustre de professors i secretari general.
Actualment és professor del Departament de Direcció General i Estratègia d'ESADE i professor titular de la Universitat Ramon Llull, i ha publicat diversos articles en revistes nacionals i internacionals sobre gestió i política empresarial.

## Obres més destacades
- Evolució de la recerca sobre la creació d'empreses i estat actual del debat sobre els resultats de les noves empreses (1996)
- De la idea a la empresa (2000)
- Creación de empresa: los mejores textos (2003)
- Acción social estratégica (2009)
- Emprender es posible (2012).
- Las decisiones estratégicas (2015)
- "Strategic Decisions" (2019)
- El Libro Rojo de la Innovación (2020)